# Trevignano
Trevignano (AFI: /treviɲˈano/; Trevignan o Trivignan in veneto, AFI: [treviˈɲaŋ]) è un comune italiano di 10 699 abitanti della provincia di Treviso in Veneto. Si tratta di un comune sparso in quanto la sede comunale non si trova nella località omonima ma nella vicina Falzè.

## Origini del nome
Il toponimo è un prediale dal personale Trebinius cui è stato aggiunto il suffisso -ānus.

## Storia

### XIX secolo
Nel 1814 il Veneto entra a far parte del Regno Lombardo-Veneto, così Trevignano, che in questo periodo dipende da Montebelluna, entra di fatto a far parte dell’impero austriaco.
Tra i primi provvedimenti del periodo vi sono: l’applicazione del codice penale austriaco e l’imposizione di gravose tasse a tutta la popolazione; tasse che come sempre colpiscono in particolare i ceti meno abbienti. Lo scontento della popolazione sarà tale che negli anni venti tutta l’Italia sarà pervasa da moti rivoluzionari che portano alla Prima Guerra di Indipendenza del 1848.
Nel 1851 viene inaugurata la stazione ferroviaria di Treviso e nello stesso tempo viene portata a termine la strada Pontebbana: le nuove strutture viarie che vengono realizzate rientrano in un disegno generale che voleva dotare la zona di una fitta rete di collegamenti in grado di agevolare i commerci.
Nel 1861 viene proclamato il Regno d’Italia e nel 1866 il Veneto vi viene annesso a seguito di apposito plebiscito, dando così inizio ad un nuovo capitolo della storia italiana. Solo nel 1886 viene completata la linea Treviso-Montebelluna che collega il comune di Trevignano, tramite la stazione di Signoressa, ai due centri principali della zona accelerando notevolmente i trasporti viari e gli scambi commerciali.
Con l’infittirsi della rete di comunicazione viaria attraverso i piroscafi a vapore che trasportano in tempi e costi ridotti il grano americano e quello ucraino dal mar Nero, la seta dalla Cina e dal Giappone ed il riso dall’India, la concorrenza per il Veneto diventa insostenibile. Perciò, le sempre più precarie condizioni di vita spingono le classi meno abbienti a cercare fortuna in paesi lontani ed il fenomeno dell’emigrazione si esaspera.

#### XX secolo
Il XX secolo si apre per Trevignano con una serie di importanti novità; viene inaugurato il campanile della chiesa di Signoressa e a Falzè viene costruito il municipio; due edifici, uno religioso ed uno pubblico, nei quali la comunità, riconoscendosi può guardare al nuovo secolo con rinnovato ottimismo.
Lo scoppio delle due guerre mondiali, che devasteranno la zona nella prima metà del secolo, non farà altro che aggravare la già difficile situazione socio-economica del Comune; una situazione che genera il grave problema dell’emigrazione, una piaga sociale, che avrà bisogno di diverso tempo prima di potersi risanare.

### Simboli
Lo stemma e il gonfalone sono stati concessi con decreto del presidente della Repubblica del 4 agosto 1973.
Il gonfalone è un drappo partito di bianco e d'azzurro.

## Monumenti e luoghi d'interesse

### Architetture religiose
- Chiesa parrocchiale di San Teonisto e Compagni Martiri

### Architetture civili

#### Ville venete

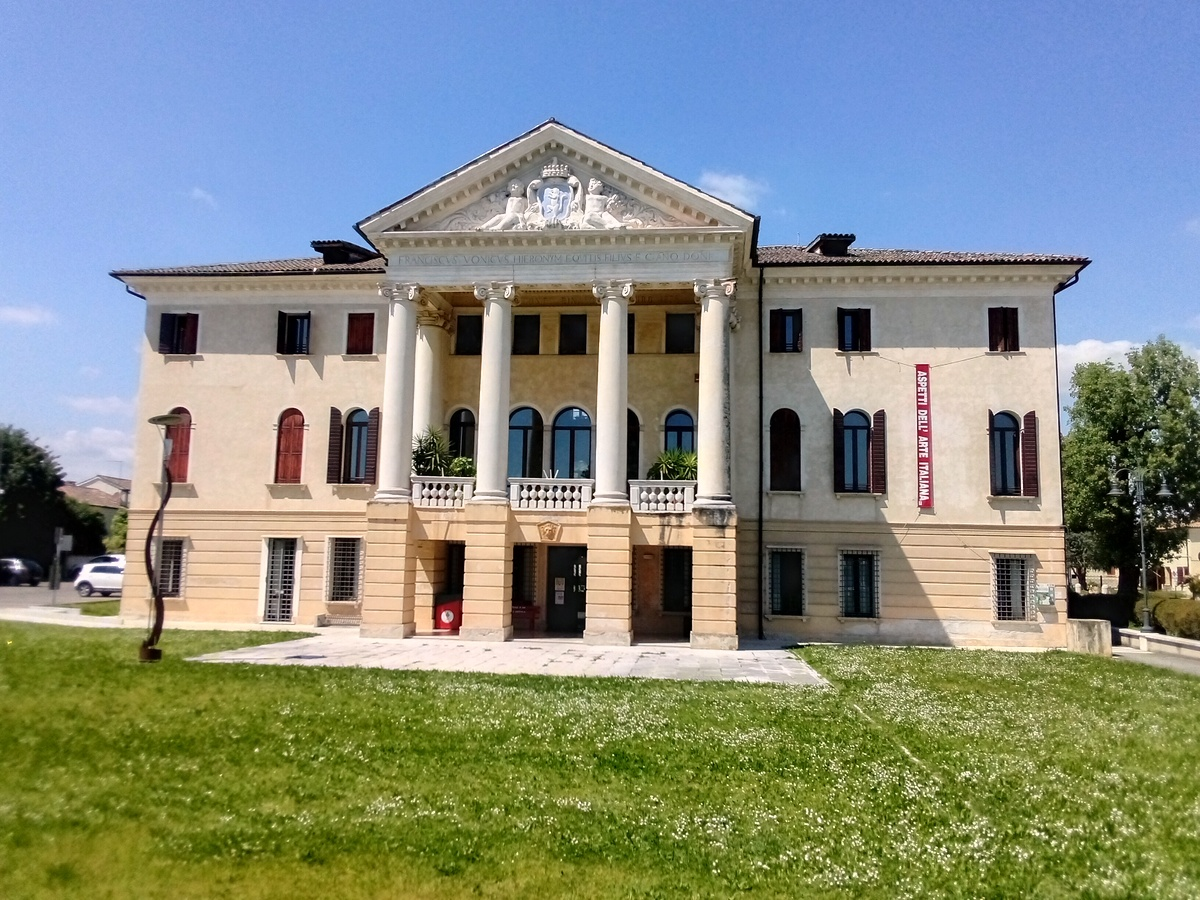
Villa Onigo

- Villa Bruna
- Villa Cadò
- Villa Coletti
- Villa Favaretto
- Villa Manin
- Villa Onigo Farra[9]
- Villa Onigo Pasinetti Favotto
- Villa Onigo Rinaldi Ninni
- Villa Palladini Coletti Pumini
- Villa Pasqualetti Oniga
- Casa Pizzolato

## Società

### Evoluzione demografica
Abitanti censiti

### Etnie e minoranze straniere
Al 31 dicembre 2023 gli stranieri residenti nel comune erano 891, ovvero il 8,3% della popolazione. Di seguito sono riportati i gruppi più consistenti:
1. Cina 224
2. Romania 112
3. Marocco 103
4. Kosovo 100
5. Albania 66
6. Ghana 54
7. Ucraina 24
8. Moldavia 18

## Economia

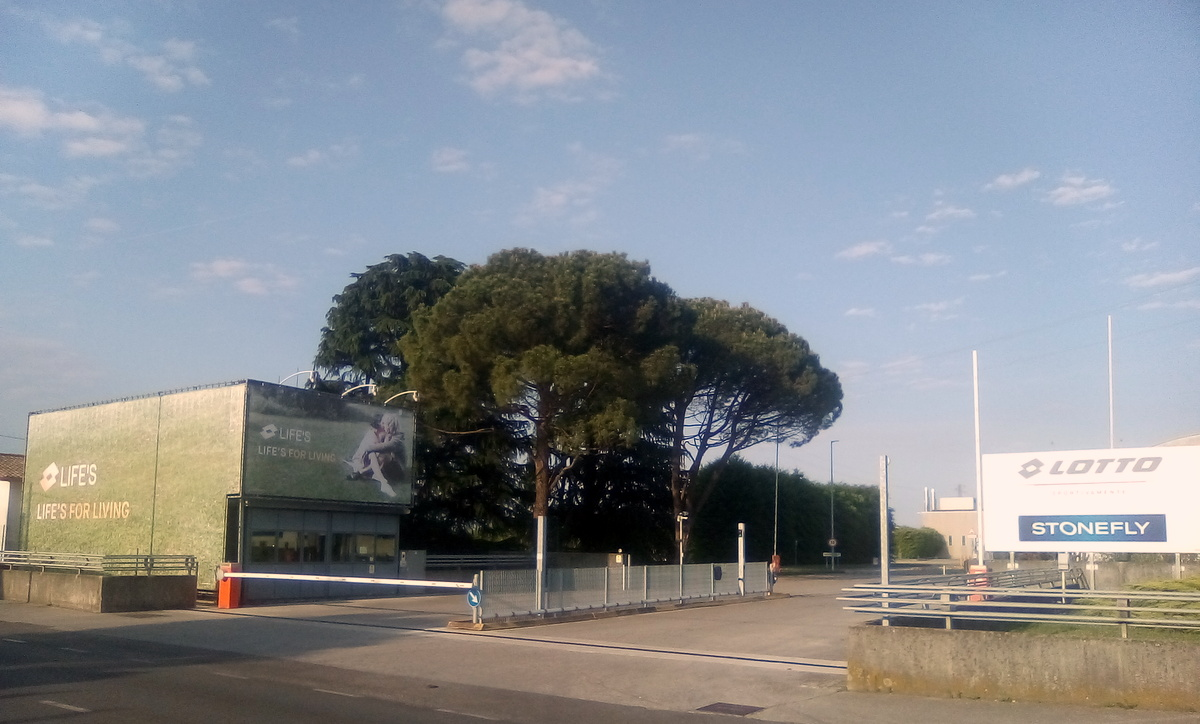
Stabilimento Lotto e Stonefly

L'agricoltura continua a essere praticata con successo grazie alle favorevoli caratteristiche del terreno: si coltivano cereali, frumento, ortaggi, foraggi, viti e frutteti. È praticato anche l'allevamento, soprattutto di bovini, suini, ovini e avicoli. Il tessuto industriale è costituito soprattutto da fabbriche di calzature, per esempio la nota Lotto e Stonefly. Ci sono anche stabilimenti per la lavorazione e conservazione della frutta e degli ortaggi, aziende lattiero-casearie, mangimifici e varie imprese edili. Il terziario si compone della rete distributiva (supermercati) e dell'insieme dei servizi, tra cui va segnalato quello di un grande gruppo bancario nel centro storico.

## Geografia antropica

### Frazioni
Due strade provinciali percorrono l'intero territorio comunale in direzione est-ovest (SP 69 Schiavonesca) e nord-sud (SP 100 di Montebelluna). Lo statuto riconosce quattro frazioni geografiche:
Trevignano è posta sulla SP 69, nella parte occidentale del territorio comunale;
Falzè (sede comunale) si trova all'incrocio della suddetta strada con la SP 100;
Signoressa è contigua a Falzè, sempre sulla SP 69 in direzione est;
Musano è invece a sud, lungo la SP 100.
Località: Zapparè, Colmello Sant'Elena.

## Amministrazione

### Sindaci dal 1946
| Periodo | Periodo   | Primo cittadino    | Partito                     | Carica                  | Note   |
| ------- | --------- | ------------------ | --------------------------- | ----------------------- | ------ |
| 1946    | 1958      | Erminio Favotto    | Democrazia Cristiana        | Sindaco                 | [ 15 ] |
| 1958    | 1964      | Nilo Pivetta       | Democrazia Cristiana        | Sindaco                 | [ 16 ] |
| 1964    | 1974      | Antonio Feltrin    | Democrazia Cristiana        | Sindaco                 | [ 17 ] |
| 1974    | 1975      | Alfeo Cattelan     | Democrazia Cristiana        | Sindaco                 |        |
| 1975    | 1976      | Lino Pizzolato     | Democrazia Cristiana        | Sindaco                 |        |
| 1976    | 1977      | Giovanni Bettio    | Democrazia Cristiana        | Sindaco                 |        |
| 1977    | 1980      | Fernando Bellan    | Democrazia Cristiana        | Sindaco                 |        |
| 1980    | 1982      | Silvano Venturato  | Democrazia Cristiana        | Sindaco                 |        |
| 1982    | 1985      | Elia Zanatta       | Democrazia Cristiana        | Sindaco                 |        |
| 1985    | 1989      | Angelo Frassetto   | Democrazia Cristiana        | Sindaco                 |        |
| 1989    | 1989      | Alberto De Muro    |                             | Commissario prefettizio |        |
| 1989    | 1993      | Costante Favero    | Democrazia Cristiana        | Sindaco                 |        |
| 1993    | 1993      | Vittorio Capocelli |                             | Commissario prefettizio |        |
| 1993    | 2002      | Gino Pozzebon      | Lega Nord                   | Sindaco                 | [ 18 ] |
| 2002    | 2012      | Franco Bonesso     | lista civica Per Trevignano | Sindaco                 | [ 19 ] |
| 2012    | 2022      | Ruggero Feltrin    | lista civica Per Trevignano | Sindaco                 | [ 20 ] |
| 2022    | in carica | Franco Bonesso     | lista civica Per Trevignano | Sindaco                 |        |